# Càrn Mòr Dearg
Der Càrn Mòr Dearg (Großer spitzer roter Berg auf Gälisch) ist ein 1220 Meter hoher Berg in Schottland. Er ist der neunthöchste Berg Schottlands und zählt zu den Munros. Der Berg liegt direkt östlich benachbart zum Ben Nevis, dem höchsten britischen Berg, in der Council Area Highland bei Fort William.

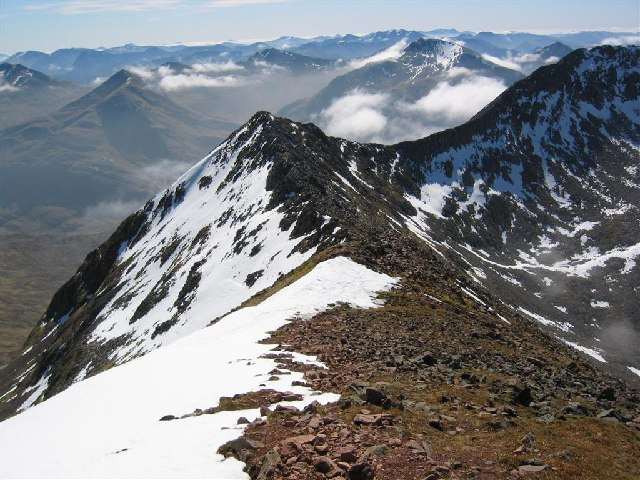
Der Càrn Mòr Dearg Arête

Der Übergang vom Càrn Mòr Dearg zum Ben Nevis wird von der hufeisenförmig verlaufenden Càrn Mòr Dearg Arête gebildet, einem steil nach beiden Seiten abfallenden Gebirgsgrat. Nach Norden hin fällt der Grat steil in das Coire Leis ab, die Nordwände von Ben Nevis und Càrn Mòr Dearg zählen zu den höchsten Felswänden der britischen Inseln. Der Aufstieg auf den Ben Nevis über die Càrn Mòr Dearg Arête zählt aufgrund der Ausgesetztheit des Grats zu den anspruchsvollsten Bergtouren Schottlands.